# 바오산구 (솽야산시)
바오산구(한국어: 보산구, 중국어: 宝山区, 병음: Bǎoshān Qū)는 중화인민공화국 헤이룽장성 솽야산시의 행정 구역이다. 넓이는 572km2이고, 인구는 2007년 기준으로 130,000명이다.

## 행정 구역
7개 가도, 1개 진을 관할한다.
- 가도: 红旗街道, 跃进街道, 上游街道, 七星街道, 双阳街道, 新安街道, 东保卫街道.
- 진: 七星镇.